# Lê Tẩu
Lê Văn Tẩu (thường gọi Lê Tẩu, sinh 1929 tại thôn Đằng Xá, xã Lương Bằng, huyện Kim Động, tỉnh Hưng Yên) là một Thiếu tướng Công an nhân dân Việt Nam, nguyên Tổng cục trưởng Tổng cục Hậu cần Công an nhân dân, được truy tặng danh hiệu Anh hùng lực lượng vũ trang nhân dân thời kỳ kháng chiến chống Pháp.